# Гурьянов, Александр Евгеньевич
Александр Евгеньевич Гурьянов (бел. Аляксандр Яўгенавіч Гур'янаў), род. 8 декабря 1972 в г. Ломоносов, Ленинградская область, РСФСР, СССР) — белорусский государственный деятель и дипломат.
С 2020 года — первый заместитель Министра иностранных дел Республики Беларусь.
С 2015 до 2020 года занимал должность Чрезвычайного и Полномочного Посола Республики Беларусь в Итальянской Республике, Постоянного Представителя Республики Беларусь при Продовольственной и сельскохозяйственной организации ООН.

## Образование
В 1994 году с отличием окончил Белорусский государственный экономический университет по специальностям «международные экономические отношения и внешняя торговля» и «референт-переводчик». В 1993—1995 годах прошел стажировку по программам ПРООН и Экономического института Всемирного Банка в Варшаве, Вене и Торонто, включая обучение в Объединенном Венском институте.

## Карьера
В 1995—1997 годах участвовал в образовательных и исследовательских программах Всемирного банка в качестве приглашенного консультанта-лектора.
В 1993—1997 годах — ведущий, затем главный специалист, начальник отдела, заместитель начальника и и. о. начальника Кредитно-инвестиционного управления Министерства внешних экономических связей Республики Беларусь.
В 1997—1999 годах — второй секретарь по торгово-экономическим вопросам Посольства Республики Беларусь в Республике Польша.
В 1999—2002 годах — советник Посольства Республики Беларусь в Объединенных Арабских Эмиратах.
В 2002—2005 годах — начальник Управления Азии и Африки Министерства иностранных дел Республики Беларусь.
С января 2006 года по октябрь 2010 года — Чрезвычайный и Полномочный Посол Республики Беларусь в Республике Корея.
С ноября 2010 года по январь 2011 года — Посол по особым поручениям Министерства иностранных дел Республики Беларусь.
С февраля 2011 года по декабрь 2015 года — заместитель Министра иностранных дел Республики Беларусь.
С декабря 2015 года — Чрезвычайный и Полномочный Посол Республики Беларусь в Итальянской Республике, Постоянный Представитель Республики Беларусь при Продовольственной и сельскохозяйственной организации ООН.
3 марта 2016 года назначен Чрезвычайным и Полномочным Послом Республики Беларусь в Республике Мальта по совместительству.
29 июля 2019 года назначен Чрезвычайным и Полномочным Послом Республики Беларусь в Сан-Марино по совместительству.
20 июля 2020 года назначен на должность первого заместителя Министра иностранных дел Республики Беларусь.
С ноября 2021 года — в отставке.

## Награды
- Медаль «За вклад в создание Евразийского экономического союза» 2 степени (8 мая 2015, Высший совет Евразийского экономического союза)[6].
- Медаль «За вклад в развитие Евразийского экономического союза» (29 мая 2019, Высший Евразийский экономический совет)[7].

## Разное
Владеет английским, французским и польским языками.
Женат, имеет дочь.